# Sitio de Jost
El sitio de Jost fue una acción militar emprendida por los muyahidines afganos contra la guarnición de Jost, partidaria del gobierno de la República Democrática de Afganistán y apoyada por efectivos del Ejército Rojo durante la intervención soviética en la Guerra civil afgana. El asedio se inició en 1980 y se prolongó de forma intermitente durante once años, hasta que finalmente los fundamentalistas islámicos se hicieron con la ciudad en 1991.
Al poco tiempo del comienzo de las maniobras en suelo afgano, las tropas soviéticas supieron sacar provecho de la pista de aterrizaje de 3 km con la que cuenta Jost, de forma que la expandieron y convirtieron esta pequeña localidad a 150 km al sur de Kabul en una base para sus operaciones de bombardeo con helicópteros. Como consecuencia de esta actividad extranjera, los muyahidines iniciaron en 1980 el primero de una serie de intentos por bloquear la plaza.
A finales de 1987, las fuerzas republicanas y soviéticas lanzaron la llamada Operación Magistral, una ofensiva con la que buscaban aliviar la situación de la ciudad. Gracias a ello, los primeros convoyes de avituallamiento llegaron en diciembre de aquel mismo año, pero cuando los soviéticos comenzaron la retirada del grueso de sus efectivos, grupos de muyahidines pusieron Jost bajo sitio una vez más.
En 1985 las siete facciones de muyahidines suníes se unieron y crearon el Shura de los Comandantes, que en 1991 planeó un asalto coordinado sobre Jost, un asalto que según Peter Tomsen, el antiguo enviado especial estadounidense a los guerrilleros anticomunistas, parecía una operación organizada por el ISI pakistaní más que por los propios muyahidines. En el ataque participaron las fuerzas combinadas del Hezbi Islami de Gulbudin Hekmatiar, Jalaluddin Haqqani y las tribus ahmadzai locales dirigidas por Mohammad Nabi Mohammadi. Los ahmadzai lograron encabezar una acometida exitosa después de los reveses sufridos por el Hezbi Islami y Haqqani, tras la cual irrumpieron en la ciudad y se hicieron con la victoria tras negociar la rendición de la guarnición el 31 de marzo de 1991.